# Glaphyromorphus darwiniensis
Glaphyromorphus darwiniensis är en ödleart som beskrevs av  Storr 1967. Glaphyromorphus darwiniensis ingår i släktet Glaphyromorphus och familjen skinkar.

## Underarter
Arten delas in i följande underarter:
- G. d. darwiniensis
- G. d. arnhemicus